# Biathlon-Weltmeisterschaften 1988
Die 5. Biathlon-Weltmeisterschaften der Frauen – letztmals alleine für Frauen – fanden vom 29. Februar bis 6. März 1988 in Chamonix, Frankreich, statt. Wegen der im selben Jahr durchgeführten Olympischen Winterspiele gab es bei den Männern keine Weltmeisterschaftskämpfe. Seit 1989 werden die Biathlon-Weltmeisterschaften für Männer und Frauen gemeinsam ausgetragen.
Nachdem im Vorjahr zum ersten Mal deutsche Athletinnen gestartet waren, gewann Petra Schaaf, spätere Petra Behle, mit der Goldmedaille im Sprint die erste Medaille für die Bundesrepublik Deutschland im Frauenbiathlon überhaupt. Erstmals ging keine der beiden Goldmedaillen im Sprint- bzw. Einzelrennen an die Sowjetunion, die jedoch auch zum fünften Mal im Staffelwettkampf ungeschlagen blieb.

## Ergebnisse

### Sprint 5 km
| Platz | Sportlerin            | Zeit [min] | Schießfehler |
| ----- | --------------------- | ---------- | ------------ |
| 01    | Petra Schaaf          | 19:33,0    | 0 (0+0)      |
| 02    | Eva Korpela           | 19:47,3    | 1 (0+1)      |
| 03    | Anne Elvebakk         | 19:55,6    | 2 (1+1)      |
| 04    | Nadeschda Alexiewa    | 20:03,9    | 3 (2+1)      |
| 05    | Mona Bollerud         | 20:12,7    | 0 (0+0)      |
| 06    | Wenera Tschernyschowa | 20:26,1    | 0 (0+0)      |
| 07    | Helga Øvsthus         | 20:27,8    | 2 (1+1)      |
| 08    | Zwetana Krastewa      | 20:34,9    | 3 (1+2)      |
| 09    | Inger Björkbom        | 20:38,7    | 1 (0+1)      |
| 10    | Jelena Golowina       | 20:44,4    | 0 (0+0)      |
| …     |                       |            |              |

Datum: 18. Februar

### Einzel 10 km
| Platz | Sportlerin            | Zeit [min] | Schießfehler |
| ----- | --------------------- | ---------- | ------------ |
| 01    | Anne Elvebakk         | 36:53,0    | 2 (0+2+0)    |
| 02    | Elin Kristiansen      | 37:35,3    | 1 (0+1+0)    |
| 03    | Wenera Tschernyschowa | 38:01,7    | 1 (1+0+0)    |
| 04    | Jelena Golowina       | 38:04,9    | 1 (0+1+0)    |
| 05    | Eva Korpela           | 38:30,1    | 3 (2+0+1)    |
| 05    | Inger Björkbom        | 38:30,1    | 2 (0+2+0)    |
| 07    | Myriam Bédard         | 38:34,2    | 0 (0+0+0)    |
| 08    | Iwa Schkodrewa        | 38:41,2    | 3 (0+3+0)    |
| 09    | Inga Kesper           | 38:34,2    | 2 (0+2+0)    |
| 10    | Petra Schaaf          | 38:41,2    | 3 (1+1+1)    |
| …     |                       |            |              |

Datum: 20. Februar

### Staffel 3 × 5 km
| Platz | Land/Sportlerinnen                                                          | Zeit          | Schießfehler    |
| ----- | --------------------------------------------------------------------------- | ------------- | --------------- |
| 01    | Sowjetunion 0000Jelena Golowina 0000Kaija Parve 0000Wenera Tschernyschowa   | 0057:17,1 min | 0+0             |
| 02    | Norwegen 0000Elin Kristiansen 0000Anne Elvebakk 0000Mona Bollerud           | 0057:56,0 min | 0+3 0+1 0+0 0+2 |
| 03    | Schweden 0000Inger Björkbom 0000Sabiene Karlsson 0000Eva Korpela            | 0058:11,1 min | 0+2 0+0         |
| 04    | Bulgarien 0000Zwetana Krastewa 0000Marija Manolowa 0000Nadeschda Alexiewa   | 0058:24,4 min | 0+3 0+2 0+1 0+0 |
| 05    | BR Deutschland 0000Inga Kesper 0000Dorina Pieper 0000Petra Schaaf           | 0059:05,4 min | 0+0             |
| 06    | Kanada 0000Jane Isakson 0000Lise Meloche 0000Pat Konantz                    | 1:02:16,0 h00 | 0+0             |
| 07    | Tschechoslowakei 0000Petra Nosková 0000Eva Bukovska 0000Jana Kulhavá        | 1:04:04,1 h00 | 3+1 0+1 3+0 0+0 |
| 08    | Frankreich 0000Marie Pierre Baby 0000Christine Poirot 0000Véronique Claudel | 1:04:06,4 h00 | 2+1 0+0         |
| 09    | USA 0000Nancy Bell-Johnstone 0000Pam Nordheim 0000Patrice Jankowski         | 1:04:07,1 h00 | 3+1 3+0 0+0 0+1 |
| 10    | Finnland 0000Tuija Vuoksiala 0000Aino Kallunki 0000Pirjo Aalto              | 1:05:59,9 h00 | 7+2 0+0 5+1 2+1 |
| 11    | Ungarn 0000Brigitta Bereczki 0000Klára Tóth 0000Monika Hieber               | 1:08:03,2 h00 | 1+0 0+0         |

Datum: 19. Februar

## Medaillenspiegel
| Platz | Land           | Gold | Silber | Bronze | Gesamt |
| ----- | -------------- | ---- | ------ | ------ | ------ |
| 1     | Norwegen       | 1    | 2      | 1      | 4      |
| 2     | Sowjetunion    | 1    | 0      | 1      | 2      |
| 3     | BR Deutschland | 1    | 0      | 0      | 1      |
| 4     | Schweden       | 0    | 1      | 1      | 2      |

## Medaillengewinnerinnen
| Platz | Athletin              | Gold | Silber | Bronze | Gesamt |
| ----- | --------------------- | ---- | ------ | ------ | ------ |
| 01    | Anne Elvebakk         | 1    | 1      | 1      | 3      |
| 02    | Wenera Tschernyschowa | 1    | 0      | 1      | 2      |
| 03    | Petra Schaaf          | 1    | 0      | 0      | 1      |
| 03    | Kaja Parve            | 1    | 0      | 0      | 1      |
| 03    | Jelena Golowina       | 1    | 0      | 0      | 1      |
| 06    | Elin Kristiansen      | 0    | 2      | 0      | 2      |
| 07    | Eva Korpela           | 0    | 1      | 1      | 2      |
| 08    | Mona Bollerud         | 0    | 1      | 0      | 1      |
| 09    | Inger Björkbom        | 0    | 0      | 1      | 1      |
| 09    | Sabiene Karlsson      | 0    | 0      | 1      | 1      |